# Habitação

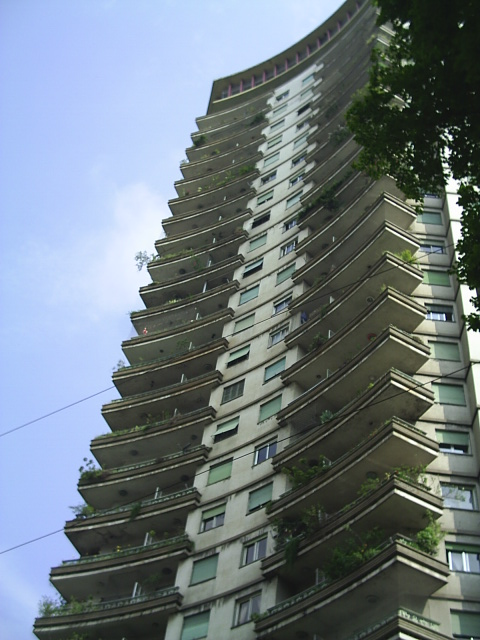
Os edifícios são alguns dos mais modernos meios de habitação. Na foto, um edifício de alto padrão do centro de São Paulo.

Habitação ou espaço doméstico é o lugar onde o ser humano vive.
Uma habitação é normalmente uma  estrutura artificial (ainda que nos primórdios o ser humano tenha utilizado, para o mesmo efeito, formações naturais, como cavernas), constituída essencialmente por paredes, geralmente com fundações e uma cobertura que pode ser, ou não, um telhado.
Uma habitação serve, em termos mais pragmáticos para providenciar abrigo contra a precipitação, vento, calor e frio, além de servir de refúgio contra ataques de outros animais (ou de outros seres humanos).
O termo lar tem uma conotação mais afetiva e pessoal: é a casa vista como o lugar próprio de um indivíduo, onde este tem a sua privacidade e onde a parte mais significativa da sua vida pessoal se desenrola: 
"morar, sinônimo de habitar, é a característica fundamental do homem como ser-no-mundo; é  mais que estar sob um abrigo; é estar enraizado em um lugar seguro e pertencer àquele lugar"
A habitação representa um direito fundamental que assegura a dignidade intrínseca de cada ser humano. Ainda que se trate de um direito autônomo, sua ausência tem impactos profundos e comprometedores sobre a concretização e o exercício pleno de outros direitos igualmente essenciais, como o acesso à saúde, à educação, ao trabalho e ao lazer. 

## A habitação na legislação brasileira
A articulação entre planejamento urbano eficiente e políticas habitacionais robustas é fundamental para atender às necessidades da população, assegurando que os recursos sejam utilizados de forma estratégica e que os direitos de todos os cidadãos sejam plenamente respeitados. Dessa maneira, a garantia de moradia adequada transcende a dimensão individual e se torna um pilar essencial para a construção de cidades mais inclusivas, sustentáveis e socialmente justas. 
Em 10 de dezembro de 1948 o direito à moradia foi reconhecido pela Declaração Universal dos Direitos Humanos (DUDH), mas só em 16 de dezembro de 1966, com o Pacto Internacional de Direitos Econômicos, Sociais e Culturais (PIDESC), a moradia adequada foi citada, qualificando a habitação. Em 24  de janeiro de 1992  os pactos referentes aos direitos Universais PIDCP e PIDESC foram ratificados  pelo  Brasil,  com  o  objetivo de conferir  obrigatoriedade aos  compromissos estabelecidos na  Declaração  Universal dos Direitos  Humanos.
No Brasil, a primeira constituição de 1884, enfoca a questão da propriedade, embora cite que "todo o cidadão tem em sua casa um asylo inviolavel" . Após a  Proclamação  da  República,  em 15  de  novembro de  1889,  o  Brasil  assistiu  a mudanças significativas no seu sistema político e econômico. Em 1891 foi elaborada a segunda Constituição do país. Embora com uma grande mudança no sistema, a relação da propriedade e da moradia permaneceram muito semelhantes. Na Segunda República, em 1934,  foi elaborada a terceira Constituição. Embora fosse um governo com viés populista, a constituição não alterou a questão da moradia, continuando com  as  mesmas descrições  do  Brasil  Império, embora apareça  o  direito  a  subsistência.Em 10 de novembro de 1937, Getúlio Vargas revogou a Constituição de 1934, dissolveu o Congresso e outorgou ao país, sem qualquer consulta prévia, a quarta Constituição: a Carta Constitucional do Estado Novo. Esta  legislação, de cunho totalitarista, não  tocou no tema da moradia. A quinta  Constituição,  datada  de  18  de  setembro  de  1946,  foi  retomada  a  linha democrática  de  1934  e  foi  promulgada  de  forma  legal,  após  as  deliberações do  Congresso recém-eleito, que assumiu as tarefas de Assembleia Nacional Constituinte. No capítulo II (Dos Direitos e das Garantias individuais) artigo 141,  em relação à  constituição anterior, foi adicionado a inviolabilidade dos direitos concernentes à vida, no entanto, a retirada do direito à subsistência foi continuada. Em 1967, no regime militar, foi elaborada a sexta constituição. Novamente de cunho totalitarista, não citou a questão da moradia (habitação). A sétima Constituição Federal (Constituição  Cidadã)  elaborada em 1988  incluiu,  no artigo 6º, a assistência aos desamparados, mas não especificava a moradia como direito social. Apenas em  2000, com a Emenda Constitucional nº26, a moradia aparece como um direito social, bem como nas Emendas Constitucionais de 2010,  2015  e 2021.
Portanto, é possível constatar que "as Constituições Federais brasileiras não trouxeram desde o início a questão do direito à  moradia.  Mesmo com  mudança de regimes de governo, não  é possível notar  uma grande alteração  nas  questões relativas  à  habitação.  Apenas com  a  Constituição  de  1988  que essa temática possui um maior enfoque, trazendo a questão da função social da propriedade".

## Dentro de uma habitação

Exemplo da planta de uma casa.

O antigo arquiteto romano Vitrúvio acreditava que a primeira solução arquitetônica era uma cabana feita de galhos cobertos de argamassa de barro — uma cabana primitiva. Mais tarde, Philip Tabor observou que as casas holandesas do século XVII eram a base da arquitetura moderna.
Uma casa tem, em termos gerais,
- uma entrada (uma porta ou um pórtico), janelas (ou mesmo nenhuma: em "Os Miseráveis", Victor Hugo refere - no capítulo 4, do Livro primeiro, primeira parte - um imposto sobre as portas e janelas: em França haveria, segundo a personagem que fala, 1 320 000 casas de camponeses com apenas três aberturas; 1 817 000 com apenas duas aberturas e 346 000 "cabanas" com apenas uma abertura: a porta, de forma a obviar ao imposto) .

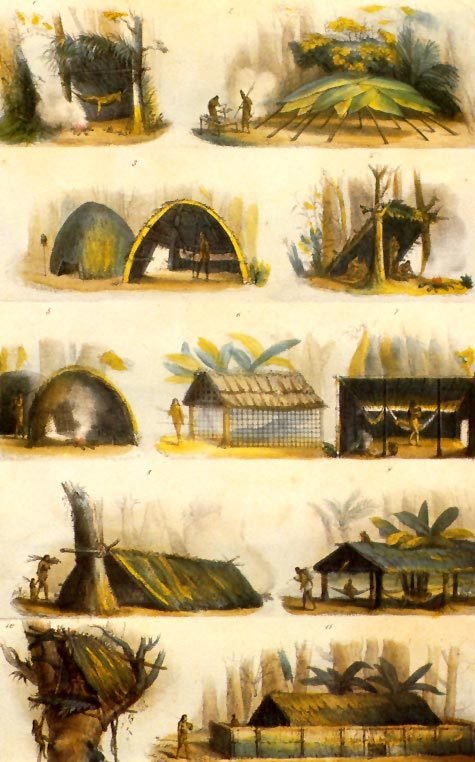
antigas habitações indígenas

- alguns cômodos (ou divisões) como:
  - hall,
  - sala de estar
  - quartos,
  - cozinha,
  - casa de banho
  - escritório
  - suite